# Claoxylopsis perrieri
Claoxylopsis perrieri är en törelväxtart som beskrevs av Jacques Désiré Leandri. Claoxylopsis perrieri ingår i släktet Claoxylopsis och familjen törelväxter. Inga underarter finns listade i Catalogue of Life.